# David Malpass

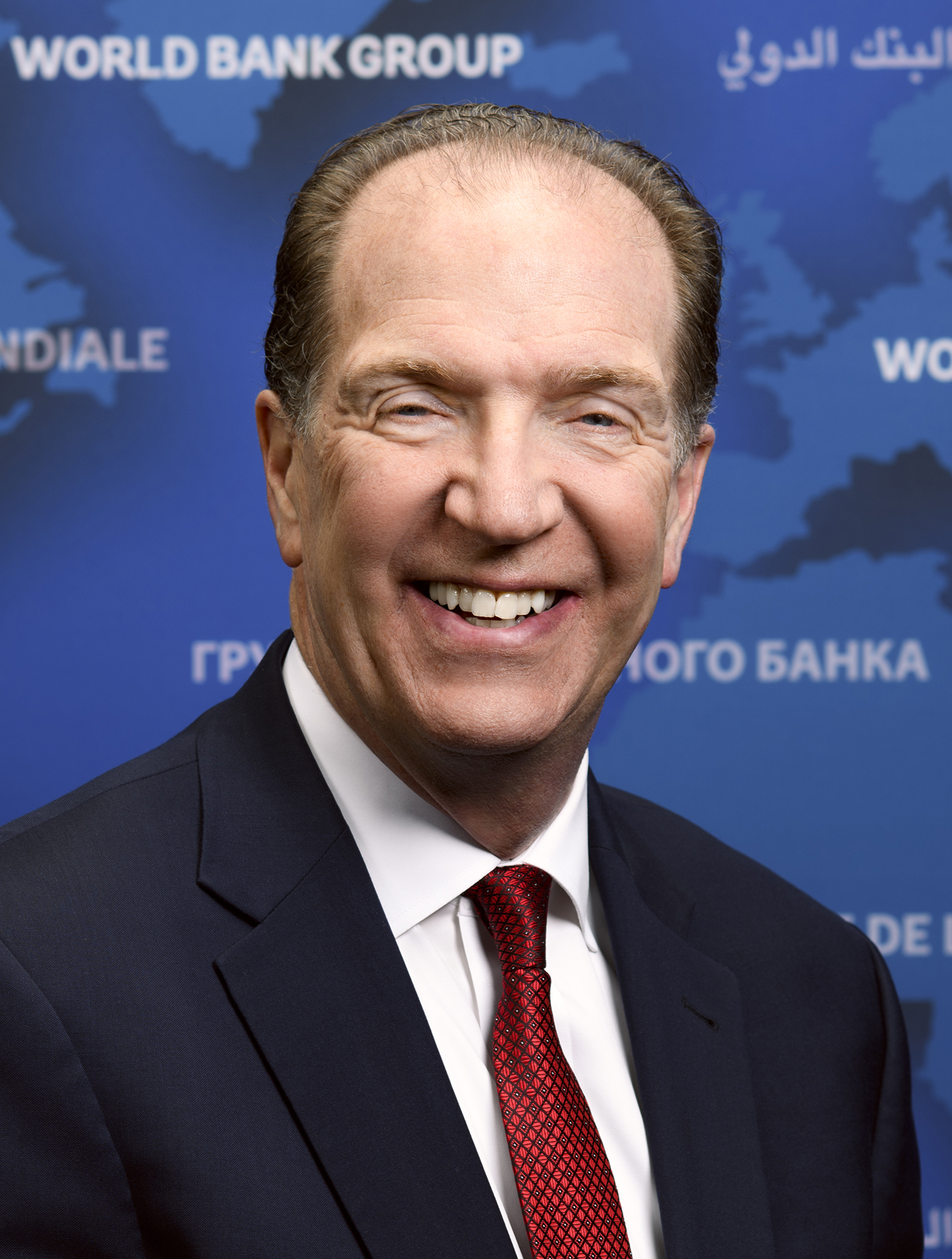
David Malpass (2019)

David Robert Malpass (* 8. März 1956 in Petoskey, Michigan) ist ein US-amerikanischer Ökonom und Politiker (Republikanische Partei). Im Vorfeld der US-Präsidentschaftswahlen 2016 diente er Donald Trump als Wirtschaftsberater. Er war ab 2017 als Staatssekretär für internationale Angelegenheiten im Finanzministerium der Vereinigten Staaten tätig. Seit dem 9. April 2019 ist er Präsident der Weltbank. Am 15. Februar 2023 gab die Weltbank bekannt, dass Malpass seinen Posten zum 30. Juni 2023 räumen will, knapp ein Jahr früher als vorgesehen.

## Ausbildung und beruflicher Werdegang
Malpass erlangte einen B.A. in Physik am Colorado College und einen MBA an der University of Denver. Er studierte internationale Wirtschaftswissenschaften an der School of Foreign Service der Georgetown University. Er spricht Spanisch, Russisch und Französisch. Von 1977 bis 1983 arbeitete er in Portland (Oregon) für die ESCO Corporation und nachfolgend für die System Consulting Group von Arthur Andersen, wo er einen Abschluss als Wirtschaftsprüfer erwarb.
Unter Präsident Ronald Reagan war er Deputy Assistant Secretary des Finanzministers und unter Präsident George Bush stellvertretender Assistant Secretary of State. Während der Präsidentschaften von Ronald Reagan und George Bush arbeitete Malpass an einer Reihe wirtschaftlicher, budgetärer und außenpolitischer Fragen, einschließlich der Förderung von Kleinunternehmen in ganz Lateinamerika und der Steuerreform von 1986. Malpass fungierte von 1989 bis 1990 als republikanischer Stabsdirektor des United States Congress Joint Economic Committee und als Berater des Kongresses für die Bewertung des Haushalts von 2002 bis 2003.
Ab 1993 war Malpass Chefvolkswirt bei der Investmentbank Bear Stearns. 2008 geriet die Bank im Zuge der Welt-Finanzkrise in Schwierigkeiten und Malpass verließ das Haus.
Im Juni 2008 gründete Malpass die Firma Encima Global mit Sitz in New York City, die täglich Analysen der globalen wirtschaftlichen und politischen Trends für institutionelle Anleger durchführt. Im Jahr 2010 bewarb er sich um die republikanische Nominierung bei den Sonderwahlen für den Senatssitz des Bundesstaats New York. Mit 38 Prozent der Stimmen belegte er bei der Vorwahl den zweiten Platz hinter Joseph J. DioGuardi.
Malpass war ab Mai 2016 als Wirtschaftsberater im Rahmen der Präsidentschaftskampagne von Donald Trump tätig. In verschiedenen Medien trat er als Unterstützer von Trumps wirtschaftspolitischen Agenda auf. Während der Wahlkampagne leitete Malpass die Arbeit des sogenannten Übergangsteams für Wirtschaftsangelegenheiten wie das Finanzministerium, das Handelsministerium, die Federal Reserve und unabhängige Regulierungsbehörden.
Im März 2017 benannte Präsident Trump ihn als Kandidat für das Amt des Under Secretary of the Treasury for International Affairs. Malpass wurde am 3. August 2017 vom Senat der Vereinigten Staaten für die Position bestätigt und trat die Nachfolge von D. Nathan Sheets an.
Im Februar 2019 benannte Präsident Trump Malpass als Kandidaten für die Präsidentschaft der Weltbank. Er sollte Nachfolger von Jim Yong Kim werden, der im Januar 2019 angekündigt hatte, drei Jahre vor dem Ende seiner fünfjährigen Amtszeit zurückzutreten. Malpass hatte sich in der Vergangenheit wiederholt kritisch über die Arbeit der Weltbank geäußert. Malpass wurde am 5. April 2019 gewählt und trat seine fünfjährige Amtszeit vier Tage später an.
Am 15. Februar 2023 kündigte Malpass überraschend an, sein Amt als Präsident der Weltbank bereits im Juni 2023 – ein Jahr vor Ende der regulären Amtszeit – vorzeitig niederzulegen. Einen Grund nannte er nicht.

## Position zum menschengemachten Klimawandel
Im September 2022 geriet er während der jährlichen Klimawoche der UN in die Kritik, er sei ein Leugner des menschengemachten Klimawandels. Auf dreimaliges Nachfragen wollte er nicht bestätigen, dass die vom Menschen verursachten Treibhausgasemissionen bereits eine sich immer weiter verschlimmernde Krise verursacht hätten, die bereits heute zu extremerem Wetter führen würde. Stattdessen verwies er darauf, dass er kein Wissenschaftler sei. Daraufhin forderten verschiedene Klimaaktivisten, Klimaexperten und Politiker seinen Rücktritt, u. a. Christiana Figueres. Eine Sprecherin von Friends of the Earth erklärte, Malpass tätige seit über einem Jahrzehnt klimawandelleugnende Äußerungen. 2007 hatte er z. B. Kommentare von sich gegeben, die nahelegen, dass er nicht glaube, dass es eine Verbindung zwischen Kohlenstoffdioxidemissionen und der globalen Erwärmung gäbe. Auch die von Malpass geleitete Weltbank steht seit langem in der Kritik, nicht genug gegen die Erderwärmung und ihre Folgen zu tun, zudem finanziert sie weiter Investitionen in klimaschädliche fossile Energien. Zwei Tage nach den Äußerungen im September 2022 bestritt er, ein Klimawandelleugner zu sein, und gab ein Memo heraus, in dem er verlauten ließ, dass es „klar“ sei, „dass die vom Menschen verursachten Treibhausgasemissionen für den Klimawandel verantwortlich sind und dass der starke Anstieg des Verbrauchs von Kohle, Diesel und Schweröl sowohl in den Industrieländern als auch in den Entwicklungsländern eine weitere Welle der Klimakrise auslöst.“

## Privates
Er ist verheiratet mit Adele Malpass und Vater von vier Kindern. Adele Malpass war die Vorsitzende der Republikanischen Partei von Manhattan. Stand 2022 war sie Präsidentin der Daily Caller News Foundation.